# Goldfish
Goldfish é um grupo de música eletrônica e dance da Cidade do Cabo, África do Sul, composto por Dominic Peters e David Poole. Eles criam suas músicas dance com elementos do jazz e da música africana, combinando instrumentos acústicos como contrabaixo, saxofones, teclados, flauta e vocais com samplers, efeitos e sintetizadores. Já abriram vários eventos de música eletrônica internacional, incluindo Basement Jaxx, Faithless, Fatboy Slim, Mr Scruff, Audio Bullys, Paul van Dyk, Pete Tong and Stereo MCs.
Seu trabalho tem vários vocalistas diferentes, incluindo Sakhile Moleshe, Vidima Max, Hellenberg Monique, Hlangwane Hlulani e o próprio David Poole.

## Prémios e nomeações
Em 2009, estabeleceram um novo recorde no South African Music Awards com o maior número de indicações, com 8 nomeações, incluindo Best Duo ou Group e Album of the Year, conquistaram Best Producer e Best Dance Album.
Goldfish recebeu uma indicação na categoria Best Alternative no MTV Africa Music Awards 2008.

## Discografia
- Caught in the Loop  (2006)
- Pure Pacha (2008)
- Perceptions of Pacha (2008)
- Perceptions of Pacha REMIXED (2009)
- Get busy Living (2010)